# فارمرسبورگ (آیووا)
فارمرسبورگ (به انگلیسی: Farmersburg) شهری در ایالت آیووا کشور ایالات متحده آمریکا است که جمعیت آن در سرشماری سال ۲۰۱۰ میلادی، ۳۰۲ نفر بوده‌است.